# 武田一人
武田 一人（たけだ かずと、本名：齋藤強一、1969年6月18日-）は、浅草主体に活動していたお笑い芸人、俳優、ライター。

## 来歴
16歳の時に雑誌編集関係者に声を掛けられ主に読者モデルとして活動。その後、モデルの仕事では限界を感じ1994年から芸人を目指し養成所に入る。しばらくフリーで芸人活動。2008年からは芸能プロダクション ハーツに所属しラジオ出演の他、演歌歌手などのディナーショーの手伝いをする。

## エピソード
- 芸人初期の芸名は、「デストロイand安土城のデストロイ強一」。少年時代から力が強く、特にトレーニングはしていないが握力は現在も90キロ超。
- キングダムエルガイツの入江秀忠代表の勧めで格闘技の大会に柔術で出場する。初戦はダブルリストロックで敗退。

- ファイティングネクサスにMMAで出場する。42秒TKO勝ち。

また、自他共に認める大の海外旅行フリークで五大陸を制覇し50カ国以上に訪問。

## 出演

### ラジオ
- 『ベースボールアイ』（2008年、レインボータウンＦＭ）

### 舞台
- 『幻覚カプセル』（1994年）
- 『アイスクリームマン』（1995年）

### 雑誌
- 『裏モノ』（2004年）
- 『週刊プレイボーイ』（2003年）
- 『ユミィ』（1993年）

### 映画
- 『キャンドル・フォー・マイノリティ』（2017年）
- 『noise』（2017年）

### 格闘技
- 『キングダムエルガイツ 出陣 新宿大会』（2018年6月）
- 『ファイティング ネクサス VOL.15』（2018年12月）